# 計東 (清朝)
计东（1624年—1675年），字甫草，吴江人，清朝学者。

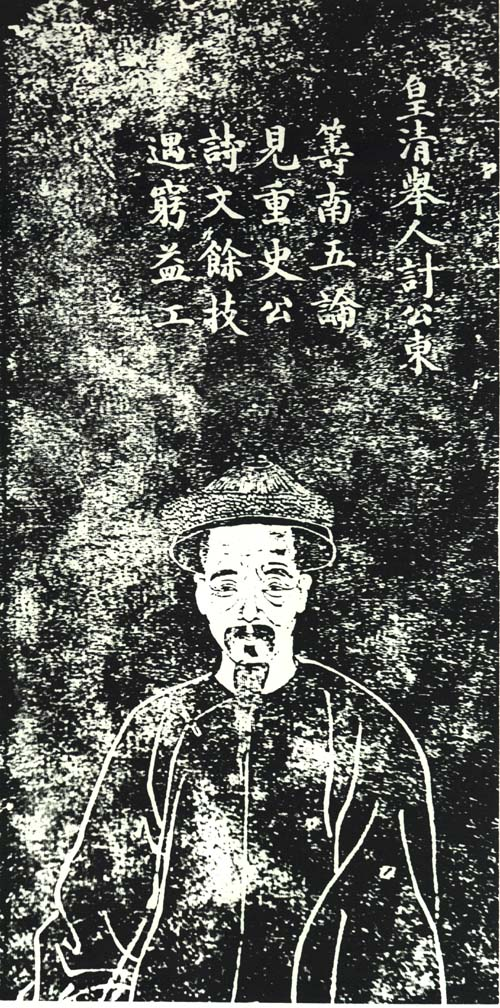
计东, 字甫草，号改亭, 明末清初学者。明诸生。顺治十四年举人。从汤斌讲理学，从汪琬受古文义法，诗文有奇气。计东苏州石刻像刻于1827（清道光七年），清孔继尧绘，石蕴玉正书赞，谭松坡镌，为《沧浪亭五百名贤像》之一。

## 生平
生於天启四年（1624年）。十五歲補諸生。南明弘光時，曾撰成《筹南论》五篇，上揭史可法，惜未能用。顺治十四年丁酉举人，順治十八年，以江南奏销案被黜。与同里顾有孝、潘耒、吴兆骞有“松陵四君”之稱。康熙十一年（1672年）在宣镇城南坠马傷足，康熙十四年（1675年），以疾卒，享年五十二。著有《改亭文集》、《改亭诗集》等。